# Bludov (Šumperki járás)
Bludov település Csehországban, Šumperki járásban. Bludov Šumperk, Bohutín, Postřelmov, Dolní Studénky, Ruda nad Moravou, Sudkov és Chromeč településekkel határos. Lakosainak száma 3011 fő (2024. január 1.).

## Népesség
A település lakosságának változását az alábbi diagram mutatja:
| Lakosok száma | 2171 | 2273 | 2604 | 2485 | 3131 | 3189 | 3061 | 3066 | 3051 | 3011 |
|               | 1869 | 1890 | 1921 | 1950 | 1980 | 2001 | 2017 | 2019 | 2022 | 2024 |